# オリンピックのサッカー競技・グレートブリテン代表
オリンピックのサッカー競技・グレートブリテン代表（オリンピックのサッカーきょうぎ・グレートブリテンだいひょう、英: Great Britain Olympic football team、 通称: Team GB）は、オリンピックにおいてイギリスを代表するサッカーナショナルチームである（対象はイギリス本土4協会のみ） 。現在においては、通常は存在しない。オリンピックサッカーグレートブリテン及び北アイルランド代表と称されることもある。1922年以前はオリンピックサッカーグレートブリテン及びアイルランド代表 (Great Britain and Ireland Olympic football team) として参加していた。ここでは主に男子チームについて取り上げる。女子については、サッカーイギリス女子代表で取り上げる。
現在の五輪男子サッカー本大会は23歳以下という年齢制限があるが、3人までの24歳以上のオーバーエイジ (OverAge) 選手も参加できる。本チームは最初はイングランドサッカー協会 (FA) によって組織され、1908年ロンドンオリンピックに出場し、その後1972年ミュンヘンオリンピックまでオリンピック本大会あるいは予選にイギリス代表という名前で参加したが、この時期のオリンピック代表はFAによってアマチュアサッカーイングランド代表を基に組織されていた。職業（プロ）選手はこのチームに匹敵していた。FAがアマチュアとプロ選手の区別を撤廃した後、オリンピックチームも解散した。

## 歴史

### 起源
世界初のサッカー協会であるザ・フットボール・アソシエーション (FA) が1863年に結成された時、その地理的権限の範囲は明確でなかった。イングランドのみを対象とするのかイギリス全土か、あるいは全世界なのか。この疑問は1873年にスコティッシュ・フットボール・アソシエーション (SFA) が設立された時に解決された。世界で3番目のサッカー協会は1876年設立のフットボール・アソシエーション・オブ・ウェールズ (FAW) 、4番目は1880年設立のアイリッシュ・フットボール・アソシエーション (IFA) である。
ゆえに、サッカーはイギリスのカントリーそれぞれの協会とナショナルチームで発展し、「イギリスサッカー協会」が結成されることはなかった。サッカーが1900年パリオリンピックにおいて公開競技として開催された時、アップトン・パークを始めとするクラブチームが参加した。アップトン・パークが優勝し、後に国際オリンピック委員会 (IOC) によって遡って金メダルを贈られた。1908年ロンドンオリンピックにサッカー競技が採用されるよう、FAはIOCを説得した。この大会には全てイングランド人選手で占められたチームが出場した。ある資料ではこのチームをアマチュアサッカーイングランド代表と言及しているが、その他では全ての参加チームを単純に「グレートブリテン」と分類している。このチームはイギリス代表として参加し、そのように記載されていたにもかかわらず、公式試合リポートでは「イングリッシュ・チーム」と呼ばれている。その他のホームネイションズのサッカー協会と、FAによって組織されたアマチュア選手によるグレートブリテン代表が今後の大会に参加するという取り決めが交された。
このチームの構成は時間と共に変っていた。チームは圧倒的にイングランドの選手で占められていたが、ある年にはイングランド以外の選手がメンバーに含まれることもあった。

### 1908年 – 1936年
グレートブリテンは、ロンドンで行われたオリンピックにおける初のサッカー競技で優勝した。このサッカー競技はFAによって開催され、全試合はホワイトシティ・スタジアムで行われた。グレートブリテンはサッカースウェーデン代表とオランダと戦った初めの2試合に勝利した。決勝はデンマークと対戦しビビアン・ウッドワードとフレデリック・チャップマンがゴールを挙げて2対0で勝利した。
グレートブリテンは1912年大会でも優勝した。1908年大会と同様に、ブリテンは決勝ではデンマークを破り（今回は4対2）全3試合に勝利した。前回大会の決勝で得点をあげたウッドワードはこの大会で主将を務めた。イギリス代表はプロフェッショナリズムを取り囲む紛争によって1924年（パリ）および1928年大会（アムステルダム）には出場せず、またこのプロフェッショナリズムに関する問題はホーム・ネイションズの国際サッカー連盟 (FIFA) からの脱退や、FIFAワールドカップの設立に最終的には繋がった。

### 1948年 – 1970年
その後、グレートブリテンは1948年大会（ロンドン）から1972年大会（ミュンヘン）までサッカー競技に参加したが、1960年（ローマ）以後は本大会に出場することができなかった。最もよい成績を収めたのはロンドンで開催された1948年大会である。準決勝でユーゴスラビアに敗れ、ブリテンは今一度デンマークと相見えた。しかしながら今回は5対3でデンマークに敗れて、銅メダルを逃した。グレートブリテンの最終2試合はウェンブリー・スタジアムで行われたが、クレイヴン・コテージやハイベリーでもプレーした。
1946年以後、グレートブリテンはオリンピックで目立った成績を残せていない。1952年ヘルシンキオリンピックでは、ルクセンブルクに敗れた。グレートブリテンの最後の試合はブルガリアチームとの予選であり、ホームのウェンブリーで1対0で勝利した後、5対0で敗れた。1974年にFAがプロフェッショナル選手とアマチュア選手との間の壁を壊した後は、イギリスオリンピックチームは大会に参加しなかった。

### 1972年 - 2008年
1972年、オリンピックはプロ選手の参加規制を緩めたが、イギリスチームは参加していない。ホーム・ネイションズのチームは、オリンピックのヨーロッパ予選を兼ねているUEFA U-21欧州選手権に、それぞれ単独で出場している。これはグレートブリテンチームが予選を通過できないことを意味している。過去に以下のような個々のチームがオリンピック出場資格を得る順位まで勝ち上がったことはあるが、オリンピックには出場することができなかった。
- 1992年 -  スコットランド
- 1996年 -  スコットランド
- 2008年 -  イングランド

イギリスオリンピック委員会 (BOA) は当初2008年夏季オリンピック（北京）への出場の可能性を除外することを拒絶する姿勢を示していたが、チームは参加しなかった。イングランドはUEFA U-21欧州選手権2007で準決勝に進出してオリンピックへの出場資格を得たもののイングランドとして出場はできないため、イタリアとポルトガルがプレーオフを行いイタリアが出場資格を得た。イングランド女子代表もまた2007 FIFA女子ワールドカップの成績により、2008オリンピックへの出場資格を得た。しかし、ホームネイションズのその他3協会の承諾を得られず、オリンピックには参加できなかった。

### 2012年ロンドン大会
2012年のオリンピック開催地としてロンドンが決定したことにより、イギリスはホスト国としてサッカー競技にチームを送る権利を得た。イギリスオリンピック委員会はサッカー代表が参加するであろうと述べたが、スコットランドサッカー協会はホーム・ネイションズが統一チーム編成の可能性を討論する会合への出場さえも拒否し、ウェールズサッカー協会は交渉から撤退した。2007年10月、アイリッシュ・フットボール・アソシエーション（北アイルランド協会）もまた統一チームに参加しないことを発表し、参加を望む協会はFAのみとなった。
2005年にBOAによって行われた世論調査では、スコットランド人の多数（69%）が2012年オリンピックにおけるチーム結成を支持していると主張されている。全4ホーム・ネイションズの公式ファンクラブによって公表された共同声明では統一チームを作る計画に対する反対意見が表明されている。様々な有力政治家もまた2012年オリンピックにイギリス統一チームを参加させるべきかについて彼らの意見を述べている。英国首相ゴードン・ブラウンは2008年オリンピックの期間中に、それがホーム・ネイションズの自律性に影響することを認めながらも、イギリスチームを望み、それに対して働くつもりであると述べた。スコットランド自治政府首相アレックス・サモンドはこれに続いてイギリスチームへの反対意見を表明し、ブラウンは「スコットランドのことにひどく疎い」に違いないと主張した。
この計画に対するスコットランドサッカー協会 (SFA) の反対意見は主にホーム・ネイションズが全ての大会に合同チームで参加することが強制されるのではないか、という恐れに根差していた。これはFIFAの規約で認められているホーム・ネイションズの特別な地位が失われることを意味している。FIFA会長ゼップ・ブラッターは、2012年に合同チームを派遣することによって彼らの地位が影響を受けることはない、とイギリスの各協会に確約していた。SFAは、ブラッターの個人的な見解と許可は彼が退任すれば問題にならず、SFAの地位を危うくすることを望まないと主張し、立場を変えることを拒否した。
ブラッターは2008年3月に「イングランドの選手のみで構成されたチームを参加させるべき」と述べたことから意見を変えたように見え、統一チームによってイギリス4協会の独立した地位が傷付きかねないことを示唆した。
欧州サッカー連盟 (UEFA) 事務総長で、SFAの元事務総長でもあるデビッド・テイラーは2008年8月に、イギリスオリンピックチームは個々のホーム・ネイションズの存在を脅かすだろう、と述べた。テイラーはまた、ホーム・ネイションズの特有の地位は他のFIFAメンバーによって以前から攻撃を受けており、この地位を護るための保証が与えられないだろうとも述べている。日本で開催されたFIFAクラブワールドカップ2008に併せて開かれた会議において、2012年オリンピックへのイギリスチームの参加の見込について、承認する権限を持つFIFA理事会によって議論された。
| 「 | 当理事会は、イギリスを代表する単一チームの2012年ロンドンオリンピックへの参加が、現在のイギリス4協会の個々の地位に影響しないことを確認した。オリンピックでは、イギリスは一つのチームでプレーしなければならない。ボールは今彼らの芝生にある...。我々は3月に何らかの解答が我々に提示されることを期待している。 | 」 |

イングランド人選手のみからなるチームがイギリス代表として参加することで、最終的に4協会間で合意に達した。北アイルランド、スコットランド、ウェールズのサッカー協会は、彼らは参加しないがイングランド単独での参加に反対しないことを記載した共同文書をFIFAに送付した。この合意は、全4協会から選手が選考されることを望みイングランド人選手のみを選ぶことは潜在的に差別的であると出張するイギリスオリンピック委員会から異議を申し立てられた。ジム・ボイスはBOAによる選手選考には法的制約はないとコメントし、SFAはスコットランド人選手の参加を拒む法的根拠はないと認めていた。2011年10月、FAはスチュアート・ピアースがヘッドコーチに就任すると発表した。オリンピック本大会前に先立って2012年に、チームは2試合の親善試合を行った。
2011年11月、400メートルハードル世界チャンピオンのデイビッド・グリーンはチームGBに反対であると話した。グリーンは、オリンピックはサッカーの頂点を決める大会ではないため、オリンピックにサッカー競技は含まれるべきでないと感じていると述べた。彼はまた、サッカーチームの報道がその他の競技者に対する興味を覆い隠すことの恐れを表明している。グリーンは自分の考えはほとんどのアスリートに共有されているだろうと主張した。
最終的な統一チームメンバーはイギリス本土4協会のうち、イングランドとウェールズの2協会の選手のみ選ばれ、スコットランドと北アイルランドの2協会の選手は選出されないことが2012年6月29日、判明。同年7月2日に、ロンドン五輪に出場する本登録の選手18名が発表された。イングランドから13名、ウェールズから5名選ばれた（ちなみに、女子は、男子とは異なり、イングランドから16名、スコットランドから2名選出）。ロンドンオリンピックは、イギリス男子代表12回目の出場で、イギリス女子代表は初出場となる。イギリス統一男子五輪代表のスチュアート・ピアース監督本人は、イングランドだけでなくスコットランド、ウェールズ、北アイルランドの4協会所属選手全てが選考の対象としていた。ロンドンオリンピックは、イギリス代表12回目の出場となった。

### 2016年リオデジャネイロ大会
イングランドサッカー協会(FA)は2015年3月に、2016年リオデジャネイロ五輪（男子はU-23、女子はフル代表）でのイギリス本土4協会(イングランドサッカー協会(FA)、スコットランドサッカー協会(SFA)、北アイルランドサッカー協会(IFA)、ウェールズサッカー協会(FAW))統一チーム再結成をイギリス本土3協会に打診したが、FA以外の3協会に拒否されたため、同年3月30日に断念したことを3協会に伝えた。

## 結果

### 2012年ロンドンオリンピック
イギリスは2012年ロンドンオリンピックの前にオリンピックでは使用されない会場で親善試合を行った。2012年7月20日、ミドルズブラで、男子は優勝候補ブラジルオリンピック代表と対戦し、0 - 2で敗れた。同日同会場でダブルヘッダーで行われた親善試合イギリス女子代表対スウェーデン女子代表との試合は0 - 0で引き分けた。男子はイギリスオリンピック代表として試合を行うのは、1971年にミュンヘンオリンピック予選でブルガリア代表と対戦して以来41年ぶりである。

#### グループステージ
オリンピック本大会での、イギリス代表の試合の開催日と対戦相手は以下の通りである。
| 2012年7月26日 20:00 UTC+1 グループA |

| イギリス                | 1 - 1    | セネガル          |
| クレイグ・ベラミー 20分 | レポート | 82分 ムサ・コナテ |

| マンチェスター, オールド・トラッフォード 観客数: 72,176 |

| 2012年7月29日 19:45 UTC+1 グループA |

| イギリス                                                                      | 3 - 1    | アラブ首長国連邦      |
| ライアン・ギグス 16分 · スコット・シンクレア 73分 · ダニエル・スタリッジ 76分 | レポート | 60分 ラシェド・エイサ |

| ロンドン, ウェンブリー・スタジアム 観客数: 85,137 |

| 2012年8月1日 19:45 UTC+1 グループA |

| イギリス                    | 1 - 0    | ウルグアイ |
| ダニエル・スタリッジ 45+1分 | レポート |            |

| カーディフ, ミレニアム・スタジアム 観客数: 70,438 |

#### 準々決勝
| イギリス                                         | 1 - 1 (延長) | 韓国                               |
| ------------------------------------------------ | ------------ | ---------------------------------- |
| ラムジー 36分 (PK)                               | レポート     | 池東沅 29分                        |
| PK戦                                             |              |                                    |
| ラムジー クレヴァリー ドーソン ギグス スタリッジ | 4 - 5        | 具滋哲 白星東 黄錫鎬 朴鍾佑 奇誠庸 |

## オリンピックの成績、コーチ、選手

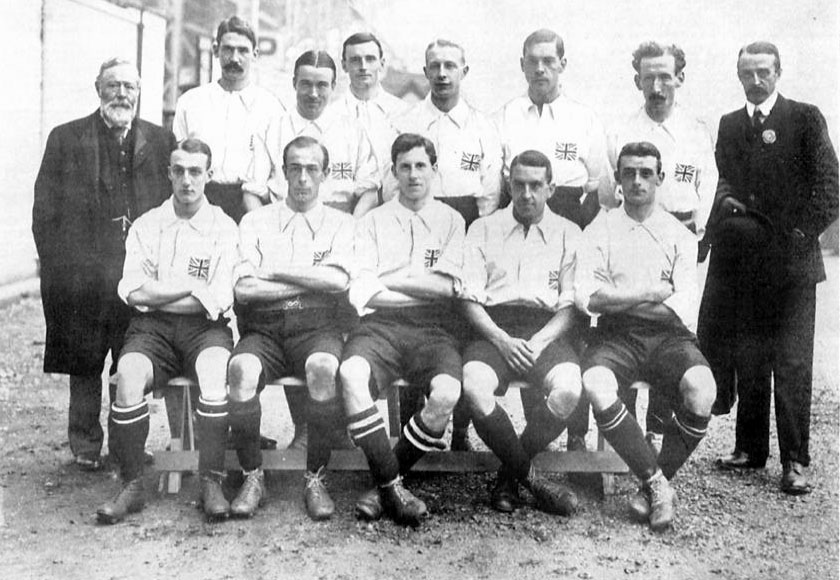
1908年、オリンピックサッカーグレートブリテン及びアイルランド代表チーム

| オリンピックの記録 | オリンピックの記録                                   | オリンピックの記録                                   | オリンピックの記録                                   | オリンピックの記録                                   | オリンピックの記録                                   | オリンピックの記録                                   | オリンピックの記録                                   | オリンピックの記録                                   | オリンピックの記録                                   | オリンピックの記録                                   |
| 年                 | 監督                                                 | チーム                                               | ラウンド                                             | 順位                                                 | 試合数                                               | 勝                                                   | 分                                                   | 負                                                   | 得点                                                 | 失点                                                 |
| ------------------ | ---------------------------------------------------- | ---------------------------------------------------- | ---------------------------------------------------- | ---------------------------------------------------- | ---------------------------------------------------- | ---------------------------------------------------- | ---------------------------------------------------- | ---------------------------------------------------- | ---------------------------------------------------- | ---------------------------------------------------- |
| 1896               | サッカー競技は非開催                                 | サッカー競技は非開催                                 | サッカー競技は非開催                                 | サッカー競技は非開催                                 | サッカー競技は非開催                                 | サッカー競技は非開催                                 | サッカー競技は非開催                                 | サッカー競技は非開催                                 | サッカー競技は非開催                                 | サッカー競技は非開催                                 |
| 1900               | 不参加: アップトン・パークFCがイギリス代表として出場 | 不参加: アップトン・パークFCがイギリス代表として出場 | 不参加: アップトン・パークFCがイギリス代表として出場 | 不参加: アップトン・パークFCがイギリス代表として出場 | 不参加: アップトン・パークFCがイギリス代表として出場 | 不参加: アップトン・パークFCがイギリス代表として出場 | 不参加: アップトン・パークFCがイギリス代表として出場 | 不参加: アップトン・パークFCがイギリス代表として出場 | 不参加: アップトン・パークFCがイギリス代表として出場 | 不参加: アップトン・パークFCがイギリス代表として出場 |
| 1904               | 不参加                                               | 不参加                                               | 不参加                                               | 不参加                                               | 不参加                                               | 不参加                                               | 不参加                                               | 不参加                                               | 不参加                                               | 不参加                                               |
| 1908               | アルフレッド・デイビス                               | 1908 squad                                           | 金メダル                                             | 1                                                    | 3                                                    | 3                                                    | 0                                                    | 0                                                    | 18                                                   | 1                                                    |
| 1912               | エイドリアン・バーチ                                 | 1912 squad                                           | 金メダル                                             | 1                                                    | 3                                                    | 3                                                    | 0                                                    | 0                                                    | 15                                                   | 2                                                    |
| 1920               | ジョージ・レイサム                                   | 1920 sqaud                                           | 1回戦敗退                                            | -                                                    | 1                                                    | 0                                                    | 0                                                    | 1                                                    | 1                                                    | 3                                                    |
| 1924               | 不参加                                               | 不参加                                               | 不参加                                               | 不参加                                               | 不参加                                               | 不参加                                               | 不参加                                               | 不参加                                               | 不参加                                               | 不参加                                               |
| 1928               | 不参加                                               | 不参加                                               | 不参加                                               | 不参加                                               | 不参加                                               | 不参加                                               | 不参加                                               | 不参加                                               | 不参加                                               | 不参加                                               |
| 1932               | サッカー競技は非開催                                 | サッカー競技は非開催                                 | サッカー競技は非開催                                 | サッカー競技は非開催                                 | サッカー競技は非開催                                 | サッカー競技は非開催                                 | サッカー競技は非開催                                 | サッカー競技は非開催                                 | サッカー競技は非開催                                 | サッカー競技は非開催                                 |
| 1936               | スタンリー・ラウス                                   | 1936 squad                                           | ベスト8                                              | -                                                    | 2                                                    | 1                                                    | 0                                                    | 1                                                    | 6                                                    | 5                                                    |
| 1948               | マット・バスビー                                     | 1948 squad                                           | 4位                                                  | 4                                                    | 4                                                    | 2                                                    | 0                                                    | 2                                                    | 7                                                    | 11                                                   |
| 1952               | ウォルター・ウィンターボトム                         | 1952 squad                                           | 1回戦敗退                                            | -                                                    | 1                                                    | 0                                                    | 0                                                    | 1                                                    | 3                                                    | 5                                                    |
| 1956               | ノーマン・クリーク                                   | 1956 squad                                           | ベスト8                                              | -                                                    | 1                                                    | 0                                                    | 0                                                    | 1                                                    | 1                                                    | 6                                                    |
| 1960               | ノーマン・クリーク                                   | 1960 squad                                           | 1次リーグ敗退                                        | -                                                    | 3                                                    | 1                                                    | 1                                                    | 1                                                    | 8                                                    | 8                                                    |
| 1964               | チャールズ・ヒューズ                                 | 予選敗退                                             | 予選敗退                                             | 予選敗退                                             | 予選敗退                                             | 予選敗退                                             | 予選敗退                                             | 予選敗退                                             | 予選敗退                                             | 予選敗退                                             |
| 1968               | チャールズ・ヒューズ                                 | 予選敗退                                             | 予選敗退                                             | 予選敗退                                             | 予選敗退                                             | 予選敗退                                             | 予選敗退                                             | 予選敗退                                             | 予選敗退                                             | 予選敗退                                             |
| 1972               | チャールズ・ヒューズ                                 | 予選敗退                                             | 予選敗退                                             | 予選敗退                                             | 予選敗退                                             | 予選敗退                                             | 予選敗退                                             | 予選敗退                                             | 予選敗退                                             | 予選敗退                                             |
| 1976               | 不参加                                               | 不参加                                               | 不参加                                               | 不参加                                               | 不参加                                               | 不参加                                               | 不参加                                               | 不参加                                               | 不参加                                               | 不参加                                               |
| 1980               | 不参加                                               | 不参加                                               | 不参加                                               | 不参加                                               | 不参加                                               | 不参加                                               | 不参加                                               | 不参加                                               | 不参加                                               | 不参加                                               |
| 1984               | 不参加                                               | 不参加                                               | 不参加                                               | 不参加                                               | 不参加                                               | 不参加                                               | 不参加                                               | 不参加                                               | 不参加                                               | 不参加                                               |
| 1988               | 不参加                                               | 不参加                                               | 不参加                                               | 不参加                                               | 不参加                                               | 不参加                                               | 不参加                                               | 不参加                                               | 不参加                                               | 不参加                                               |
| 1992               | 不参加                                               | 不参加                                               | 不参加                                               | 不参加                                               | 不参加                                               | 不参加                                               | 不参加                                               | 不参加                                               | 不参加                                               | 不参加                                               |
| 1996               | 不参加                                               | 不参加                                               | 不参加                                               | 不参加                                               | 不参加                                               | 不参加                                               | 不参加                                               | 不参加                                               | 不参加                                               | 不参加                                               |
| 2000               | 不参加                                               | 不参加                                               | 不参加                                               | 不参加                                               | 不参加                                               | 不参加                                               | 不参加                                               | 不参加                                               | 不参加                                               | 不参加                                               |
| 2004               | 不参加                                               | 不参加                                               | 不参加                                               | 不参加                                               | 不参加                                               | 不参加                                               | 不参加                                               | 不参加                                               | 不参加                                               | 不参加                                               |
| 2008               | 不参加                                               | 不参加                                               | 不参加                                               | 不参加                                               | 不参加                                               | 不参加                                               | 不参加                                               | 不参加                                               | 不参加                                               | 不参加                                               |
| 2012               | スチュアート・ピアース                               |                                                      | ベスト8                                              | 5                                                    | 4                                                    | 2                                                    | 2                                                    | 0                                                    | 6                                                    | 3                                                    |
| 2016               | 不参加                                               | 不参加                                               | 不参加                                               | 不参加                                               | 不参加                                               | 不参加                                               | 不参加                                               | 不参加                                               | 不参加                                               | 不参加                                               |
| 2020               | 不参加                                               | 不参加                                               | 不参加                                               | 不参加                                               | 不参加                                               | 不参加                                               | 不参加                                               | 不参加                                               | 不参加                                               | 不参加                                               |
| 総計               | 9/27                                                 | 9/27                                                 | 9/27                                                 | メダル2                                              | 22                                                   | 12                                                   | 3                                                    | 7                                                    | 55                                                   | 39                                                   |

- 引き分けはPK戦による決着を含む